# Listopady (przystanek kolejowy)
Listopady (biał. Лістапады, ros. Листопады) – przystanek kolejowy w pobliżu miejscowości Listopady, w rejonie wołożyńskim, w obwodzie mińskim, na Białorusi.